# 中皮
中皮(ちゅうひ、mesothelium)とは、胸腔、心嚢、腹腔の体腔表面を覆う膜様組織のことである。中皮は最表面を被覆する単層細胞（中皮細胞）とその直下の少量の結合組織で構成される。胸腔を覆う中皮は「胸膜（英語：pleura）」、腹腔を覆う中皮は「腹膜（英語：peritoneum）」と呼び、心臓の表面を覆う中皮は「心外膜（英語：pericardium）」と称される。胸膜や腹膜はさらに体壁側の壁側胸膜・壁側腹膜と、臓器表面を覆う臓側胸膜・臓側腹膜に細分できる。腹膜についてはほぼ同義的に「漿膜（英語：serosa）」という用語が好んで用いられている。
体腔内には少量の体腔液が満ちており、漿液とも呼ばれている。体腔液は血清成分などに比べて蛋白濃度が低い漏出液（英語：transudate）であり，無色透明で粘稠性のない体液である．少数のリンパ球やマクロファージ以外は浮遊細胞は乏しい。漿液は臓側と壁側の中皮の間に介在する潤滑液の役割を担っている。生理的に心臓、肺、消化管は常時伸縮や蠕動を繰り返す臓器であり、壁側中皮と臓側中皮は常にこすれ合う状態に置かれている。このような接触を干渉し潤滑にするのが中皮細胞と体腔液（漿液）の役割である。
中皮細胞は体腔面を敷石状に隙間なく覆っている。中皮細胞が浮遊した状態では円形細胞であるが、通常は扁平または立方細胞として組織学的に観察される。静止期の中皮細胞は細胞表面に細長く繊細な微絨毛が密在している。細胞質には円形核が1個存在している。隣り合う中皮細胞同士の接着は上皮細胞に比較して疎であり、刺激に応じて炎症細胞や滲出性蛋白が中皮を透過して体腔内に浸潤することを容易にしている。中皮細胞は潤滑剤の主成分であるプロテオグリカン（主に酸性ムコ多糖）を産生分泌する。